# 잔기

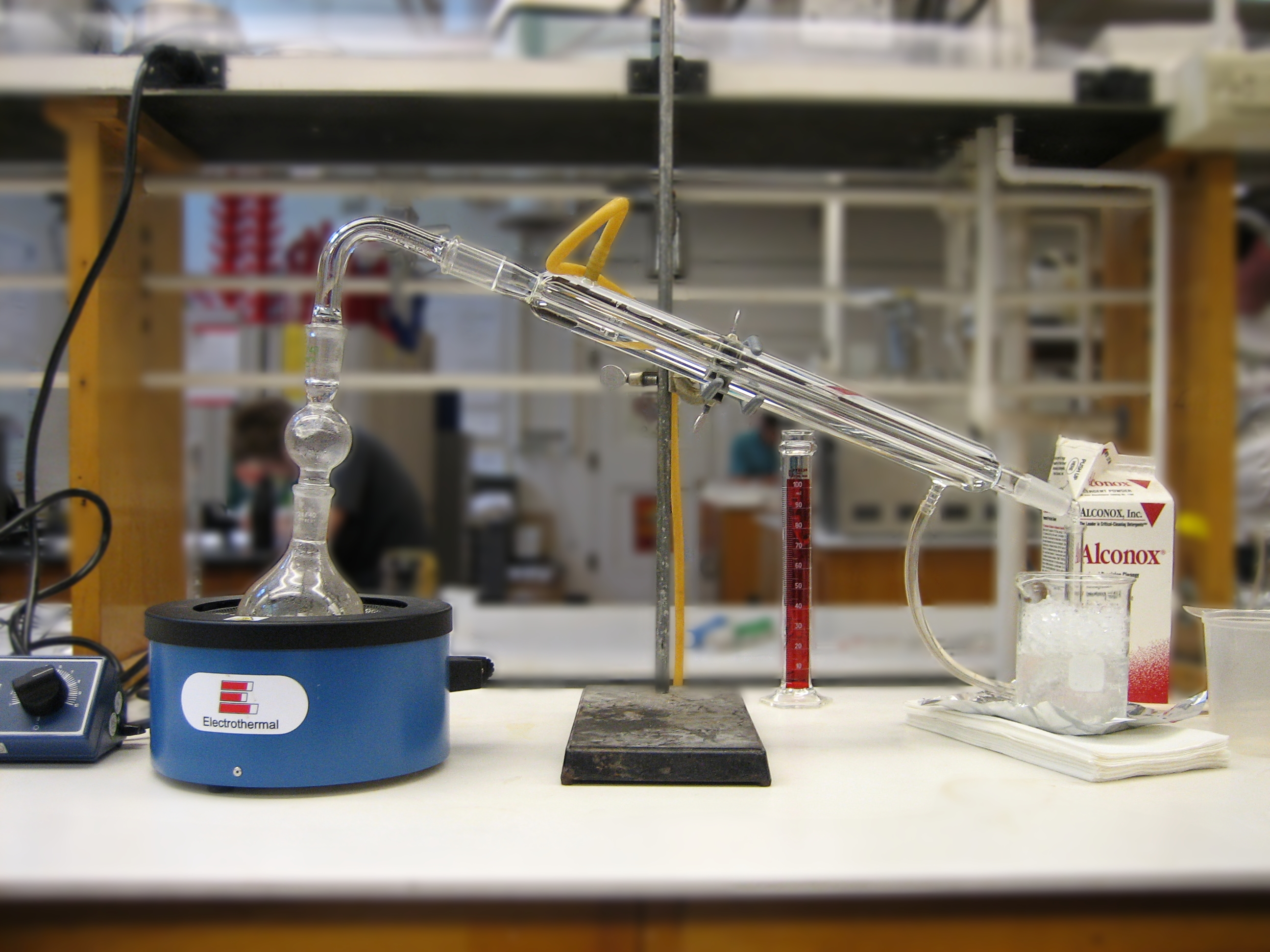
증류 장치

잔기(殘基, 영어: residue)는 화학에서 주어진 종류의 사건 이후에 남아있거나 또는 오염물질로 작용하는 것이다.
잔기는 증류, 증발 또는 여과와 같은 조제, 분리, 정제 과정을 거친 후에 남아있는 물질일 수 있다. 또한 잔기는 화학 반응의 원치 않는 부산물을 나타낼 수도 있다.

## 식품 안전

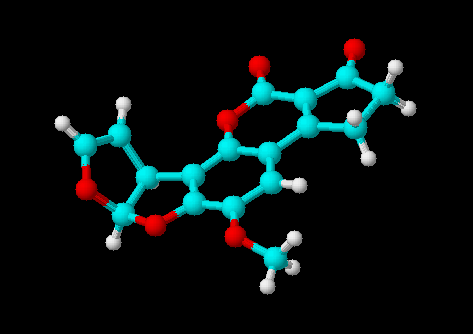
아플라톡신의 3D 이미지

독성 화학물질의 잔기, 폐기물 또는 다른 공정들로부터의 오염은 식품 안전에 대한 관심사이다. 예를 들어, 미국 식품의약국(FDA)과 캐나다 식품검역청(CFIA)은 섭취시 위험할 수 있는 화학물질의 잔기를 검출하기 위한 지침을 갖고 있다.

## 분자 내의 특성 단위
잔기는 메틸기와 같이 분자의 일부분을 구성하고 있는 원자 또는 원자단을 나타낼 수 있다.

## 생화학
생화학 및 분자생물학에서 잔기는 다당류, 단백질, 핵산의 중합체 사슬 내의 특정 단위체를 의미한다. 예를 들면, "이 단백질은 118개의 아미노산 잔기로 구성되어 있다" 또는 "히스티딘 잔기는 이미다졸 고리를 포함하고 있어서 염기성으로 간주된다"라고 말할 수 있다. 잔기는 부분과 다르다는 것에 유의해야 한다.
이러한 용어를 제한하게 된 것은 아미노산이나 단당류와 같은 단위체가 폴리펩타이드나 다당류와 같은 중합체 사슬을 형성하기 위해 함께 연결되는 축합 반응의 성질 때문일 것으로 추정된다. 어떤 원자들은 일반적으로 물 분자의 형태로 단위체로부터 떨어져 나가고, 중합체에 "잔기"만 남기고 최종 생성물을 형성한다. 잔기는 폴리펩타이드 내의 한 개의 아미노산 또는 녹말 분자 내의 한 개의 단당류일 수 있다.